# Свети Пантелеймон (Панорама)
Вижте пояснителната страница за други значения на Свети Пантелеймон.
„Свети Пантелеймон“ (на гръцки: Αγίου Παντελεήμονος Πανοράματος) е православна църква в солунското предградие Панорама, енорийски храм на Солунската епархия на Вселенската патриаршия, под управлението на Църквата на Гърция.
Църквата е разположена в на улица „Фармакис“ № 27 в махалата Номос 751. Основният камък на храма е положен на 15 септември 1997 г., а откриването става на 15 септември 2002 г. от митрополит Пантелеймон II. Парцелът от 6 декара е отпуснат за училищна сграда от Министерството на здравеопазването и социалните грижи при прилагането на закон 751, с който в 1952 година се дава земя на войници от Итало-гръцката, Втората световна и Гражданската война. В 1990 г. парцелът е даден на църквата, а този предназначен за храм - е даден за сградата на училището. Църквата първоначално е параклис на „Свети Георги“, но си има своето собствено управление. С президентски указ от август 2006 г. църквата става енорийски храм.
В архитектурно отношение е византийски кръстокуполен храм, дело на архитект Василиос Папас. Митрополит Пантелеймон ΙΙ настоява за името на храма, тъй като в епархията няма енорийски храм, посветен на Свети Пантелеймон, а митрополията притежава мощи на светеца, които са положени в храма. В него се пази и бродиран пантоф на Свети Дионисий Закинтски и в двора на църквата име параклис, посветен на Свети Дионисий. Църквата има и параклис „Въздвижение на Свети кръст“ в махалата Топографи.